# 希梅娜·雷斯特雷波
希梅娜·雷斯特雷波（西班牙語：Ximena Restrepo，1969年3月10日—），哥伦比亚女子田径运动员。她曾代表哥伦比亚参加1988年、1992年、1996年和2000年夏季奥林匹克运动会田径比赛，其中1992年奥运会获得一枚铜牌。